# Mount Olive Township (New Jersey)
Mount Olive Township ist ein Township im Morris County von New Jersey in den Vereinigten Staaten. Das U.S. Census Bureau ermittelte bei der Volkszählung 2020 eine Einwohnerzahl von 28.886.
Die Ortschaft Budd Lake befindet sich innerhalb des Township.

## Geschichte
Das Township Mount Olive wurde am 22. März 1871 durch ein Gesetz der Legislative von New Jersey aus Teilen von Roxbury Township gebildet. Netcong wurde am 23. Oktober 1894 aus Teilen des Townships gebildet. Das Township wurde nach Benjamin Olive benannt, einem Lieutenant Governor von New Jersey aus der Kolonialzeit, der Land für den Bau von Kirchen in der Gegend spendete.

## Demografie
Laut einer Schätzung von 2019 leben in Mount Olive Township 28.926 Menschen. Die Bevölkerung teilt sich im selben Jahr auf in 81,3 % Weiße, 6,8 % Afroamerikaner, 0,3 % amerikanische Ureinwohner, 8,2 % Asiaten, 2,1 % mit zwei oder mehr Ethnizitäten. Hispanics oder Latinos aller Ethnien machten 14,7 % der Bevölkerung aus. Das mittlere Haushaltseinkommen lag bei 88.073 US-Dollar und die Armutsquote bei 6,7 %.